# Fliscorno
El fliscorno o fiscorno (del alemán Flügelhorn, “corno alado”) es un instrumento de viento, perteneciente a la familia de los instrumentos de viento metal o metales dentro del tipo de los bugles, también llamado bugelhorn, flügelhorn o saxhorno, fabricado en aleación de metal. Guarda gran similitud con la trompeta. El fliscorno se inventó en el siglo XIX, añadiendo pistones al clarín (bugle).
El sonido se produce gracias a la vibración de los labios del intérprete en la parte denominada boquilla a partir de la columna del aire (flujo del aire). El fliscorno comúnmente está afinado en Si♭ (bemol), es decir, un tono por debajo de la afinación escrita en el pentagrama.
El músico que toca el fliscorno recibe el nombre de cornudista o fliscornista.

## Etimología
La ortografía en alemán original, Flügelhorn, se traduce al inglés como wing horn ("cuerno de ala"). Una etimología posible es que el instrumento fue usado sobre el campo de batalla para convocar las alas (flancos) de un ejército en la batalla.

## Mecanismo

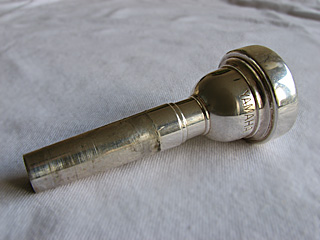
Boquilla de fliscorno.

Consta de un tubo de menos de 1 cm de diámetro y de aproximadamente 1,35 m de longitud, enrollado sobre sí mismo.
El sonido se produce gracias a la vibración de los labios del intérprete en la parte denominada boquilla. La boquilla es similar a la de la trompeta pero con un tudel más corto y el granillo (grosor interno de la boquilla) más ancho, hecho que le proporciona un sonido más dulce y oscuro que la trompeta (a menor profundidad del granillo se producen sonidos más brillantes o agudos, a mayor profundidad sonidos más dulces). El cuerpo del fliscorno tiene forma cónica y termina en una campana de unos 20 cm de diámetro.
El fliscorno tiene incorporado un sistema de válvulas (pistones o cilindros) que le permite cambiar la serie de armónicos que se desea hacer sonar. Por lo general, cuenta con tres válvulas y emplea el mismo sistema de digitación que otros instrumentos de viento metal. Así, se pueden tocar  determinadas notas sin presionar ninguna válvula y conseguir las restantes con las series de armónicos que aparecen con la combinación de sus tres válvulas. Las posiciones de las notas del fliscorno coinciden con las de las trompeta, aunque su sonido sea más dulce y aterciopelado.
En el pasado, se fabricaron fliscornos con un número de materiales improbables, incluyendo la madera, la arcilla y la cerámica. También han sido fabricados enteramente de latón, bronce, plata y níquel. El fliscorno moderno está fabricado comúnmente de latón y a veces es galvanizado con plata, níquel, oro o cobre.
La afinación se suele ver afectada por la temperatura ambiental, por tanto es necesario calentar el instrumento antes de tocar soplando a través de él. Para afinar correctamente el fliscorno es necesario ajustar el tudel hasta conseguir la afinación deseada.

## Musicalidad y ejecución

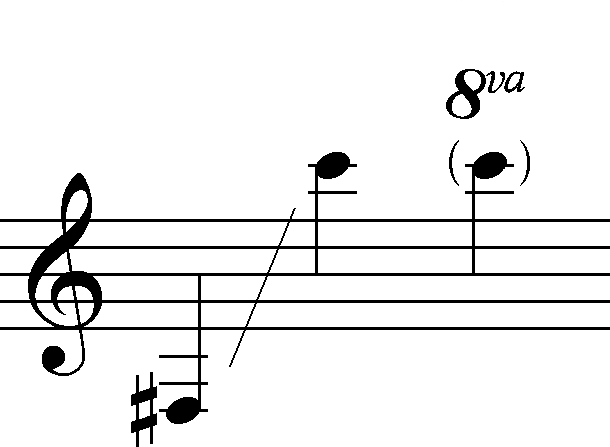
Rango de un fliscorno: fa#_{3} a do_{6}, extendido a un do_{7}.

El fliscorno emite un sonido más oscuro, suave y redondo que el de la trompeta o la corneta. Tiene un nivel de agilidad similar al de la trompeta, aunque en el registro alto es más difícil de controlar. Normalmente no se usa de manera agresiva o brillante como la trompeta y la corneta (aunque puede darse el caso). Tiende más hacia un papel más suave y reflexivo, y mucho más melodioso. Sus principales ámbitos de aplicación se encuentran en el jazz, en las bandas antiguas (1800-1890) y en algunas bandas actuales de viento metal, aunque en ocasiones es usado en el ámbito orquestal. Un notable ejemplo de esto último es la Novena Sinfonía del inglés Ralph Vaughan Williams (1872-1958).
El fliscorno comúnmente está afinado en Si♭, es decir, dos semitonos por debajo de la afinación real. Durante más de un siglo fue empleado como solista en bandas europeas de toda índole, especialmente en las militares.
La versatilidad básica o rango del fliscorno es de dos octavas y media, desde el fa♯3 (bajo el do central del piano) hasta el do6 (dos octavas más agudo que el do central), aunque este rango puede aumentar debido a la pericia del músico.

## Historia
En 1811 el inglés Joseph Halliday patentó una corneta llamado Royal Kent bugle. En 1832 el muniqués Michael Saurle (padre) patentó en Baviera una corneta con llaves (Flügelhorn cromático). Sin embargo, otros historiadores aseveran que el fliscorno surge del belga Adolphe Sax quien en 1845 patentó el saxhorno, una especie de corneta con llaves.
En sus orígenes era el instrumento encargado de dirigir las cacerías de los aristócratas alemanes, aunque poco después se comenzó a emplear en el ámbito militar. Desde Alemania comenzó a extenderse por el resto de Europa a países como Francia e Inglaterra.
Dada su tardía aparición, es un instrumento que no se encuentra en las orquestas sinfónicas. Lo han utilizado algunos compositores, como el ruso Ígor Stravinski o el italiano Ottorino Respighi en alguna de sus obras orquestales. La bibliografía de conciertos para fliscorno es casi nula: prácticamente no existen conciertos para este instrumento, aunque cualquier concierto para trompeta de la época romántica se puede tocar con este instrumento.
Actualmente es uno de los instrumentos más representativos de las bandas militares estadounidenses. En las bandas de música españolas es un instrumento que da un color muy especial a la banda y con gran presencia en las adaptaciones de zarzuelas para banda. Sin embargo, con el paso de los años los compositores están olvidando este instrumento y su papel se está viendo absorbido por el de la trompeta. El fliscorno guarda gran similitud con la tuba tenor (bombardino): la única diferencia es el registro en el que se encuentran uno y otro (se puede decir, que el fliscorno es una tuba soprano, y la tuba es un fliscorno bajo).

## Uso e interpretaciones
El fliscorno es un miembro estándar de la banda de instrumentos de bronces (instrumentos de viento metal) británica, y también se utiliza con frecuencia en el jazz. También aparece ocasionalmente en orquestal y banda de concierto. Entre las obras orquestales famosas con fliscorno se incluyen Threni de Igor Stravinsky, Novena Sinfonía de Ralph Vaughan Williams,  y la tercera sinfonía de Michael Tippett. El fliscorno se sustituye a veces por la corneta de posta en la Tercera Sinfonía de Mahler, y para la soprano romana buccine en Pinos de Roma de Ottorino Respighi. En el concierto para trompeta Busking (2007) de HK Gruber el solista toca un fliscorno en el movimiento lento central.  El fliscorno ocupó un lugar destacado en muchos de los arreglos de canciones pop de Burt Bacharach de la década de 1960. Aparece como solista en la grabación de Bert Kaempfert de 1962 de «That Happy Feeling». Los fliscornos se han utilizado ocasionalmente como la voz contralto o soprano baja en un cuerpo de tambores y cornetas moderno.
Otro uso del fliscorno se encuentra en las «“”Fanfareorkesten“”» u orquestas de fanfarria holandesas y belgas. En estas orquestas, los fliscornos, a menudo entre 10 y 20, tienen un papel importante, formando la base de la orquesta. Están afinados en Si♭, y esporádicamente hay un solista en Mi♭. Debido a su mala afinación, los fliscornos en Mi son sustituidos en la mayoría de los casos por trompetas o cornetas en Mi.
Un tipo de fliscorno de tesitura bartítono y afinado en Do, el fiscornio, es un componente destacado de las coblas catalanas desde mediados del siglo XIX. 
La película de 1996 Brassed Off cuenta con una interpretación de fliscorno del Concierto de Aranjuez de Joaquín Rodrigo, Adagio, como momento clave. El solo está interpretado por Paul Hughes.

## Fliscornistas famosos

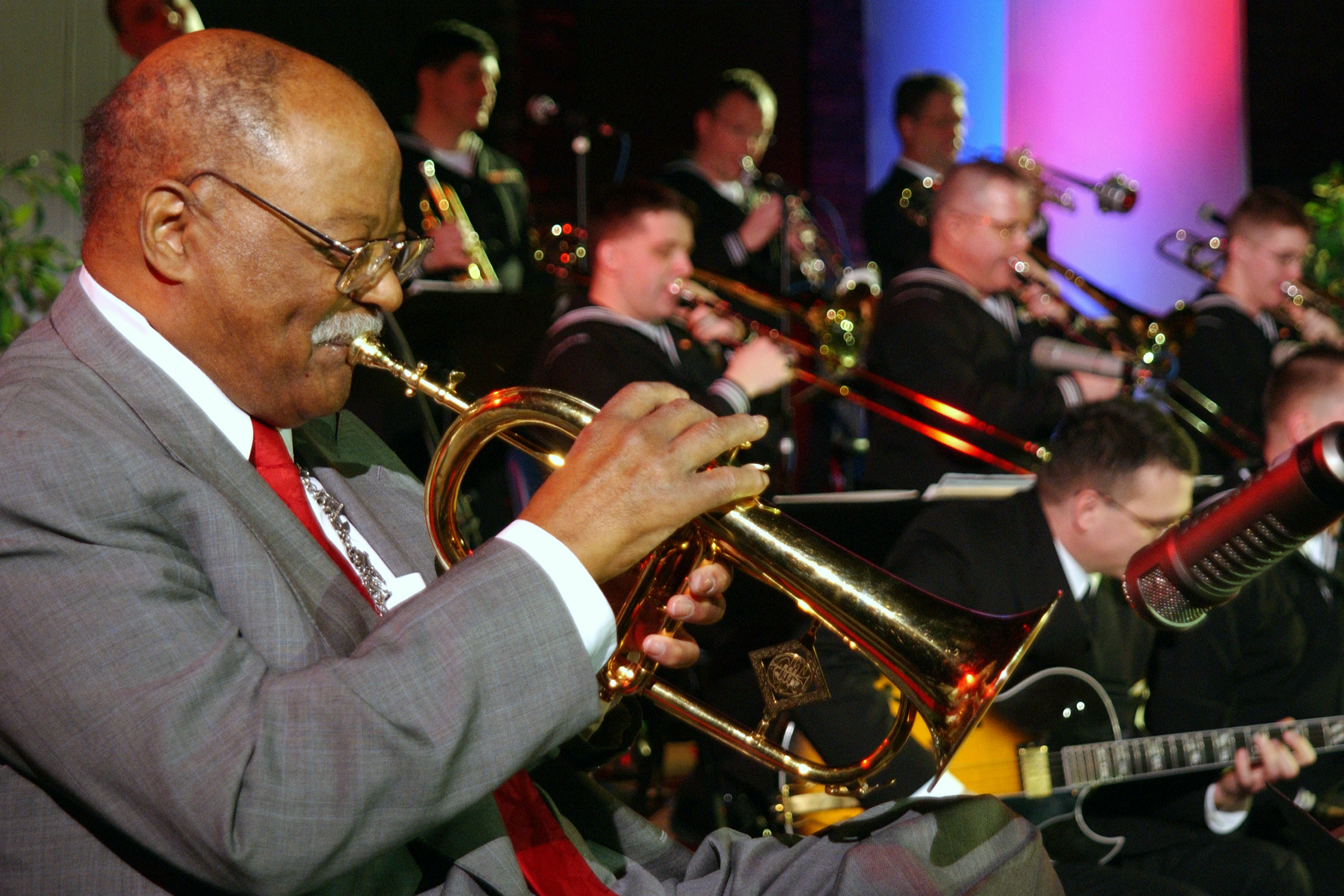
Clark Terry durante un concierto con su fliscorno de pistones.

- Chet Baker
- Paolo Fresu
- Lester Bowie
- Miles Davis
- Art Farmer
- Maynard Ferguson
- Tom Harrell
- Freddie Hubbard
- Chuck Mangione
- Hugh Masekela
- Woody Shaw
- Clark Terry
- Kenny Wheeler
- Jerry González
- Zach Condon
- Arturo Sandoval
- Pacho Flores

## Obras para fliscorno
- Pini di Roma (1924), de Ottorino Respighi.
- Threni (1958), de Ígor Stravinski.
- Sinfonía n.º 9 (1956-1957), de Ralph Vaughan Williams.
- Uncle Albert de Paul McCartney
- Elegy (2000), de Alexander Arutiunian
- Aparece en diferentes arreglos musicales de las canciones pop de los años 60 de Burt Bacharach.
- L'entrá de la murta de Salvador Giner Vidal.
- Fantasía para fliscorno de Vicente F. Chuliá.
- Albares concerto para fliscorno y orquesta de Pacho Flores.